# Transdanubie méridionale
La Transdanubie méridionale est en Hongrie une des sept régions économico-statistiques définies par la nomenclature d'unités territoriales statistiques et regroupant trois comitats (département administratif hongrois) : Somogy, Tolna, et Baranya.